# Little Tuya River
Der Little Tuya River ist ein etwa 69 km langer rechter Nebenfluss des Tuya River im Nordwesten der kanadischen Provinz British Columbia.

## Flusslauf
Das Quellgebiet des Little Tuya River befindet sich an der Ostflanke des Level Mountain, ein massiver Schildvulkan des Nahlin Plateau. Der Little Tuya River bildet den Abfluss eines etwa 1550 m hoch gelegenen namenlosen Bergsees 10 km ostnordöstlich des 2164 m hohen Meszah Peak, dem höchsten Gipfel des Level Mountain. Der Little Tuya River fließt in überwiegend südöstlicher Richtung durch das Bergland, anfangs durch das durch Ödland geprägte Lava-Plateau des Vulkans, später durch eine zerklüftete bewaldete Landschaft. Bei Flusskilometer 7 trifft der Mansfield Creek rechtsseitig auf den Little Tuya River. Der Little Tuya River mündet schließlich nahe der aufgegebenen Siedlung Cariboo Meadows in den nach Süden strömenden Tuya River. Die Mündung befindet sich 45 km nordnordöstlich der Siedlung Telegraph Creek auf einer Höhe von etwa 500 m. Das Einzugsgebiet des Little Tuya River ist 569 km² groß. Es gibt keine Abflusspegel am Flusslauf. Auf der Basis von Niederschlagswerten wurde ein mittlerer Abfluss von 6,69 m³/s errechnet.

## Namensherkunft
Der Flussname leitet sich von dem Begriff „“Tuya für Tafelvulkan ab und hat vermutlich seinen Ursprung in der Sprache der First Nation der Tahltan.